# Ромасанта: Полювання на перевертня
Ромасанта: Полювання на перевертня (англ. Romasanta) — екранізація однойменного роману Альфредо Конде. Бестселер у свою чергу заснований на реальних фактах з життя іспанця Мануеля Бланка Ромасанта, який в 1850-х роках позбавив життя 13 осіб. Після арешту Мануель стверджував, що вбивав під впливом прокляття, яке перетворювало його в вовка. «Забобонні» свідчення вразили Ізабеллу II, і королева виправдала злочинця.

## Сюжет
1850 рік, північна Іспанія. У лісах розплодилися вовки. Ніхто не наважується зайти в ліс. Люди в селах налякані. Хоча вони намагаються захиститися за допомогою пасток і рушниць, число жертв все росте, і в цьому є щось дивне. На деяких понівечених тілах знаходять незрозумілі знаки, дивні надрізи, виконані настільки точно, що це не може бути роботою вовків. У пам'яті людей спливає легенда про перевертнів, і це лише підсилює страх. Тільки одна людина насмілюється увійти в ліс. Хто він і яким страшним секретом володіє?

## У ролях
- Джуліан Сендс — Мануель Ромасанта
- Ельза Патакі — Барбара
- Джон Шеріан — Антоніо
- Гері Пікер — Окружний прокурор Лучано де ла Бастіда
- Девід Гент — професор Філіпс
- Мару Валдівіелсо — Марія
- Луна МакГілл — Тереза
- Карлос Рейг-Пласа — Гомез
- Рег Вілсон — суддя
- Івана Бакеро — Ана
- Лаура Манья — Антонія
- Сержі Руїс — Франциско
- Іціяр Феноллар — Беніта
- Карлос Санте — мисливець 1
- Хауме Монтане — Рауль
- Аранча Пенья — Хелена
- Анна Естелес — Паула
- Бен Темпле — захисник
- Тачо Гонсалес — поліцейський 1
- Пеп Гарсія — робочий
- Алехандра Хуно — прачка
- Хесус Беренгер — торговець
- Джон Істмен — поліцейський 2
- Макарена Гомес — жертва Ромасанта (в титрах не вказана)